# MLS Next Pro
La MLS Next Pro è un torneo calcistico professionistico che opera negli Stati Uniti d'America e in Canada.
Fondata dalla Major League Soccer, ha raccolto l'eredità del campionato riserve della lega ed opera dal 2022 come terza divisione calcistica del Nordamerica.

## Storia
Il 21 giugno 2021 la Major League Soccer annunciò la creazione di un nuovo campionato professionistico a partire dalla stagione sportiva successiva. La prima stagione della sua storia ha visto ai nastri di partenza 21 squadre, 20 delle quali sono le formazioni riserve dei club di MLS, ai quali si aggiunge il Rochester New York. È inoltre già stato annunciato che ulteriori otto formazioni riserve delle squadre MLS si uniranno al campionato a partire dal 2023.
La prima edizione del campionato è stata vinta dal Columbus Crew 2 che si è imposto per 4-1 sul St. Louis City 2.

## Partecipanti

### Attuali
| Club                   | Città           | Stato               | Conf.   | Stadio                                           | Cap.   | Es.  | Affiliazione MLS    |
| ---------------------- | --------------- | ------------------- | ------- | ------------------------------------------------ | ------ | ---- | ------------------- |
| Atlanta United 2       | Atlanta         | Georgia             | Eastern | Fifth Third Stadium (Kennesaw)                   | 10.200 | 2023 | Atlanta United      |
| Austin FC II           | Austin          | Texas               | Western | Parmer Field (Austin)                            | 1.000  | 2023 | Austin FC           |
| Carolina Core          | High Point      | Carolina del Nord   | Eastern | Truist Point                                     | 5.000  | 2024 |                     |
| Chattanooga FC         | Chattanooga     | Tennessee           | Eastern | Finley Stadium                                   | 20.668 | 2024 |                     |
| Chicago Fire II        | Chicago         | Illinois            | Eastern | SeatGeek Stadium (Bridgeview)                    | 20.000 | 2022 | Chicago Fire        |
| FC Cincinnati 2        | Cincinnati      | Ohio                | Eastern | NKU Soccer Stadium (Highland Heights (Kentucky)) | 1.000  | 2022 | FC Cincinnati       |
| Colorado Rapids 2      | Denver          | Colorado            | Western | Dick's Sporting Goods Park (Commerce City)       | 18.061 | 2022 | Colorado Rapids     |
| Colorado Rapids 2      | Denver          | Colorado            | Western | University of Denver Soccer Stadium              | 2.000  | 2022 | Colorado Rapids     |
| Columbus Crew 2        | Columbus        | Ohio                | Eastern | Historic Crew Stadium                            | 19.968 | 2022 | Columbus Crew       |
| Crown Legacy           | Charlotte       | Carolina del Nord   | Eastern | Sportsplex at Matthews (Matthews)                | 5.000  | 2023 | Charlotte FC        |
| Huntsville City        | Huntsville      | Alabama             | Eastern | Joe W. Davis Stadium                             | 6.000  | 2023 | Nashville           |
| Los Angeles FC 2       | Los Angeles     | California          | Western | Titan Stadium (Fullerton)                        | 10.000 | 2023 | Los Angeles FC      |
| N.Y. Red Bulls II      | New York        | New York            | Eastern | MSU Soccer Park at Pittser Field (Montclair)     | 5.000  | 2023 | N.Y. Red Bulls      |
| Houston Dynamo 2       | Houston         | Texas               | Western | SaberCats Stadium                                | 4.000  | 2022 | Houston Dynamo      |
| Inter Miami II         | Fort Lauderdale | Florida             | Eastern | Chase Stadium                                    | 21.550 | 2022 | Inter Miami         |
| Minnesota United 2     | Saint Paul      | Minnesota           | Western | Allianz Field                                    | 19.400 | 2022 | Minnesota Utd       |
| Minnesota United 2     | Saint Paul      | Minnesota           | Western | National Sports Center (Blaine)                  | 10.000 | 2022 | Minnesota Utd       |
| N.E. Revolution II     | Boston          | Massachusetts       | Eastern | Gillette Stadium (Foxborough)                    | 68.756 | 2022 | N.E. Revolution     |
| New York City II       | New York City   | New York            | Eastern | Belson Stadium                                   | 2.168  | 2022 | New York City       |
| North Texas            | Arlington       | Texas               | Western | Choctaw Stadium                                  | 48.114 | 2022 | FC Dallas           |
| Orlando City B         | Orlando         | Florida             | Eastern | Osceola County Stadium (Kissimmee)               | 5.400  | 2022 | Orlando City        |
| Philadelphia Union II  | Filadelfia      | Pennsylvania        | Eastern | Subaru Park (Chester)                            | 18.500 | 2022 | Philadelphia Union  |
| Portland Timbers 2     | Portland        | Oregon              | Western | Providence Park                                  | 25.218 | 2022 | Portland Timbers    |
| Real Monarchs          | Salt Lake City  | Utah                | Western | Zions Bank Stadium (Herriman)                    | 5.000  | 2022 | Real Salt Lake      |
| St. Louis City 2       | Saint Louis     | Missouri            | Western | Energizer Park                                   | 22.423 | 2022 | St. Louis City      |
| Sporting K.C. II       | Kansas City     | Kansas              | Western | Rock Chalk Park (Lawrence)                       | 2.500  | 2022 | Sporting K.C.       |
| Sporting K.C. II       | Kansas City     | Kansas              | Western | Swope Soccer Village (Kansas City (Missouri))    | 3.500  | 2022 | Sporting K.C.       |
| Tacoma Defiance        | Tacoma          | Washington          | Western | Starfire Sports Complex (Tukwila)                | 4.000  | 2022 | Seattle Sounders    |
| The Town               | San Jose        | California          | Western | Saint Mary's Stadium (Moraga)                    | 5.000  | 2022 | S.J. Earthquakes    |
| Toronto FC II          | Toronto         | Ontario             | Eastern | York Lions Stadium                               | 4.000  | 2022 | Toronto FC          |
| Vancouver Whitecaps II | Vancouver       | Columbia Britannica | Western | Swangard Stadium (Burnaby)                       | 5.228  | 2022 | Vancouver Whitecaps |
| Ventura County         | Los Angeles     | California          | Western | William Rolland Stadium (Thousand Oaks)          | 2.000  | 2023 | LA Galaxy           |

### Futuri
| Club                | Città         | Stato       | Conf.   | Stadio                 | Cap.   | Dal  | Affiliazione MLS |
| ------------------- | ------------- | ----------- | ------- | ---------------------- | ------ | ---- | ---------------- |
| Jacksonville Armada | Jacksonville  | Florida     | Eastern | New Eastside Stadium   | 2.500  | 2026 |                  |
| Connecticut United  | Bridgeport    | Connecticut | Eastern | New Waterfront Stadium | 10.000 | 2026 |                  |
| Cleveland           | Cleveland     | Ohio        | Eastern | South Gateway Stadium  | 10.000 | 2026 |                  |
| West Michigan       | Grand Rapids  | Michigan    | Eastern | Amway Stadium          | 8.500  | 2027 |                  |
| Golden City FC      | San Francisco | California  | Western | Kezar Stadium          | 10.000 | 2027 |                  |

### Non più presenti
| Club           | Città     | Stato/Provincia | Stadio                | Cap.  | Dal  | Al   | Motivo            |
| -------------- | --------- | --------------- | --------------------- | ----- | ---- | ---- | ----------------- |
| Rochester N.Y. | Rochester | New York        | John L. DiMarco Field | 1.500 | 2022 | 2022 | Cessa le attività |

## Albo d'oro
| Stagione | Campione        | Risultato | Finalista             | Sede della finale          | Campione Regular Season |
| -------- | --------------- | --------- | --------------------- | -------------------------- | ----------------------- |
| 2022     | Columbus Crew 2 | 4-1       | St. Louis City 2      | Lower.com Field (Columbus) | Columbus Crew 2         |
| 2023     | Austin FC II    | 3-1       | Columbus Crew 2       | Lower.com Field (Columbus) | Colorado Rapids 2       |
| 2024     | North Texas     | 3-2       | Philadelphia Union II | Toyota Stadium (Frisco)    | North Texas             |

### Titoli per squadra
| Squadra         | Titoli | Anno |
| --------------- | ------ | ---- |
| Columbus Crew 2 | 1      | 2022 |
| Austin FC II    | 1      | 2023 |
| North Texas     | 1      | 2024 |

### Regular Season
| Squadra           | Titoli | Anno |
| ----------------- | ------ | ---- |
| Columbus Crew 2   | 1      | 2022 |
| Colorado Rapids 2 | 1      | 2023 |
| North Texas       | 1      | 2024 |